# 1958 en philosophie
Chronologie de la philosophie
- 1954
- 1955
- 1956
- 1957
- 1958
- 1959
- 1960
- 1961
- 1962

L’année 1958 a été marquée, en philosophie, par les événements suivants :

## Naissances
- Santiago Castro Gómez, philosophe colombien.

## Décès
- 24 octobre : George Edward Moore, philosophe anglais, né en 1873, mort à 84 ans.